# 장클로드 반담
장클로드 반담(프랑스어: Jean-Claude Van Damme 프랑스어 발음: [ʒɑ̃ klod vɑ̃ dam], 1960년 10월 18일 ~ )은 벨기에 출신의 미국 영화배우, 무술가이다.

## 생애
브뤼셀에서 태어난 그는 11세에 무술을 시작하였다. 가라테를 시작으로, 후에 킥복싱, 태권도 등을 익혔다. 10대 시절에 유럽 가라데 대회에 나가 미들급에서 우승하였다. 1981년 로스앤젤레스로 건너가서 5년동안 양탄자공, 피자 배달부 등의 직업 생활을 하면서 영어를 익혔다.
캐논 픽처스(Cannon Picture)와 계약을 맺은 후 1988년 《투혼 쿵후30》에 주연으로 데뷔하였다. 후에 《사이보그》, 《어밴저》(1989년), 《라이언하트》, 《지옥의 반담》(1990년), 《더블반담》(1991년), 《유니버설 솔져》(1992년), 《탈주자》, 《하드타겟》(1993년), 《맥시멈 리스크》 (1996년) 등에 출연하면서 큰 인기를 얻었다.
아내인 글래디스 포추기스와는 1987년에 결혼했으나 1992년에 이혼했다. 그러나 1999년에 다시 결혼했다. 글래디스 포추기스의 직업이 보디빌더인지라 아들인 크리스토퍼 반바렌버그와 딸인 비앵카 브리를 비롯한 자녀 3명 모두 근육질이다.

## 출연작
- 《특명 어벤저》(No Retreat, No Surrender, 1986년)
- 《투혼 쿵후30》(Bloodsport, 1988년) 프랭크 둑스 역
- 《사이보그》(Cyborg, 1989년)
- 《어밴저》(Kickboxer, 1989년) 커트 슬론 역
- 《라이언하트》(Wrong Bet, 1990년)
- 《지옥의 반담》(Death Warrant, 1990년) 루이스 버크 역
- 《더블반담》(Double Impact, 1991년) 채드/알렉스 와그너 역
- 《유니버설 솔져》 (Universal Soldier, 1992년) 뤼크 드브로 역
- 《탈주자》 (Nowhere To Run, 1993년) 샘 역
- 《하드타겟》(Hard Target, 1993년) 챈스 부드로 역(오우삼의 첫 헐리우드 감독 데뷔)
- 《타임캅》(Timecop, 1994년)
- 《서든데스》(Sudden Death, 1995년) 데런 역
- 《퀘스트》(The Quest, 1996년) 크리스 뒤부아 역(자신의 첫 감독 데뷔)
- 《맥시멈 리스크》 (Maximum Risk, 1996년) 알랭 모로 역
- 《더블 팀》 (Double Team, 1997년)
- 《리전에어》 (The Legionnaire, 1998년)
- 《유니버셜 솔져 2: 그 두번째 임무》 (Universal Soldier:The Return, 1999년) 뤼크 드브로 역
- 《스트리트 파이터》 윌리엄 가일 대령 역
- 《JCVD》(JCVD, 2008년) 장클로드 반 담 역
- 《유니버셜 솔저 3: 리제너레이션》(Universal Soldier: Regeneration, 2009년) 뤼크 드브로 역
- 《쿵푸팬더 2》(Kung Fu Panda 2, 2011년) 마스터 크록 역 (목소리)
- 《쿵푸 팬더 3》(Kung Fu Panda 3, 2016년) 마스터 크록 역 (목소리)
- 《유니버셜 솔져 4: 클론의 반란》(Universal Soldier: Day of Reckoning, 2012년) 뤼크 드브로 역
- 《라이언하트》 리옹 역
- 《킥복서 더 레전드》 마스터 듀랜드 역
- 《블랙 워터》
- 《더 바운서》
- 《파이널 리뎀션》
- 《더 라스트 머시너리》
- 《미니언즈 2》 장 클로드 역 (목소리)